# Calle Rúa
La calle Rúa es una vía pública de la ciudad española de Oviedo.

## Descripción
La vía fue de las primeras de la ciudad en obtener título propio, que debe a la casa de la Rúa. Nace de la calle San Antonio, donde conecta con Cimadevilla, y discurre hasta la plaza de Alfonso II el Casto, con cruce a medio camino con Altamirano. Aparece descrita en El libro de Oviedo (1887) de Fermín Canella y Secades con las siguientes palabras:

Rúa.—Como su nombre lo indica, calle por antonomasia; pero aquí lo debe á la circunstancia de levantarse allí solariega y ovetense morada de antiguos señores. Dice Tirso de Avilés: "Los de la casa de la Rúa de la ciudad de Oviedo, son gente muy principal y tiénense por muy naturales de la dicha ciudad, y tomaron este apellido porque se dice que algunos hombres principales y caballeros de dicha ciudad se iban á ruar y contratar á la casa del Portal, que era una casa muy grande y principal de las de aquel tiempo, tras la iglesia de San Tirso; y porque estos caballeros hidalgos frecuentaban muchas veces la calle de la dicha casa fueron llamados los de la Rúa". La casa pasó por enlace á la de Vigil de Siero, elevada á marquesado de Santa Cruz de Marcenado por Carlos II, y se unió después por nuevo matrimonio á la de Navia-Osorio, pero no era éste motivo para perder á los ojos del municipio su carácter originario de casa de la Rúa y no seguir dando nombre á la calle; porque es de advertir que hoy se la coloca sin motivo alguno en otra vía haciendo que principie en ella la calle de San Juan. La casa en cuestión es notable por su estilo arquitectónico, su severa puerta de medio punto, su fachada con ajimeces, característica ventana de cruz, agrupados escudos y graciosa cornisa de rosario de perlas, toda de construcción anterior al incendio del siglo XVI tantas veces citado. El nombre de la calle es de los primeros de Oviedo; porque en 1242 cita el Sr. Fernández Guerra un documento por el que el cabildo donó una casa de la rúa mayor de Oviedo á Pere Bernal y su mujer. En los últimos años del siglo XIII fué teatro esta calle de un ruidoso acontecimiento. El Alcalde Alfonso Nicolás desacató violentamente al deán, y después obispo de Oviedo, Fernán Alfonso, arrojándole desde la mula al suelo y arrastrándole ignominiosamente por las calles. Con tal motivo se incoó voluminoso proceso, se impusieron á la atrevida autoridad severas censuras, ambas partes acudieron al rey y por fin, ya en años del siglo XIV, el Alcalde reparó con pública y solemne penitencia el desafuero cometido; pues con veinte de sus parientes más allegados, vestidos de sayal con soga al cuello, descalzos, con vela en mano, recibieron perdón del Prelado en 1306, arrodillados en el presbiterio de la Santa Iglesia, después de recorrer las calles teatro de la afrente al pacífico prebendado, dando además Alfonso Nicolás para sufragios por el Obispo 900 sueldos y sus casas de la Rúa. La num. 13 era la antigua de Ania, y en su portal cuando los obispos hacían su entrada primera en la ciudad, se apeaban de la mula, que regalaban al pertiguero, y vestían la capa coral. En la número 3 estaban la antigua cárcel de Oviedo y en la número 6 estuvo el café de Chúcharo, donde se reunieron y concertaron la revolución los liberales de 1820.—Ent.: Cimadevilla.—Conc.: San Juan.
(Canella y Secades, 1887, pp. 119-121)